# Institut national des sciences appliquées Centre-Val de Loire
Die Institut national des sciences appliquées Centre-Val de Loire (INSA Centre-Val de Loire) ist eine französische Ingenieurhochschule, die 2014 gegründet wurde.
Die Hochschule bildet Ingenieure mit einem multidisziplinären Profil aus, die in allen Bereichen der Industrie und des Dienstleistungssektors arbeiten.
Die INSA Centre-Val de Loire ist eine öffentliche Ingenieurschule mit Sitz in Blois und in Bourges. Die Schule ist Mitglied der Conférence des grandes écoles (CGE).